# Rosie Malek-Yonan
Pour les articles homonymes, voir Malek.
Rosie Malek-Yonan, née le 4 juillet 1965, est une actrice, metteuse en scène, personnalité publique et militante assyrienne américaine,,. Malek-Yonan devient pianiste à un âge précoce. Après avoir obtenu son diplôme à l'Université de Cambridge, elle s'installe aux États-Unis, où elle poursuit une carrière en musique et en art dramatique. Comme actrice, elle apparît dans plus de 30 films et séries télévisées, y compris Personnel et Confidentiel (1996) et Détention secrète (2007), ainsi que, entre autres, Dynastie, Les Experts : Miami, JAG, Urgences et Babylon 5.
Elle est aussi l'auteur de The Crimson Field, un roman historique se déroulant à l'époque du Génocide assyrien au cours de Première Guerre mondiale ; le livre est l'un des ouvrages en prose les plus populaires chez les assyriens actuels.

## Enfance et éducation
Malek-Yonan est née à Téhéran, en Iran. Son père, George Malek-Yonan (1924-2014), est un procureur international en Iran ; sa mère, Lida Malek-Yonan (1928-2002) est une militante, fondatrice de l'Organisation des femmes assyriennes, la seule association signataire de la charte des Associations de Femmes iraniennes jusqu'à la chute de la dynastie Pahlavi.

## Carrière
Malek-Yonan est pianiste de formation classique. Elle commence à étudier le piano à l'âge de quatre ans et dans son adolescence, elle participe et remporte de nombreux concours de piano en Iran et joue au Conservatoire de musique de Téhéran. En 1972, après avoir remporté un concours national de piano en Iran, elle est invitée par la reine Farah Pahlavi pour jouer une Command Performance.
Après la réception de son diplôme d'anglais à l'Université de Cambridge, elle étudie le piano classique avec Saul Joseph au Conservatoire de Musique de San Francisco puis avec Ray Reinhardt à l'American Conservatory Theatre. Diplômée de l'Université de San Francisco en musique, elle gagne une invitation pour aller étudier l'art dramatique à l'American Academy of Dramatic Arts et à l'historique Pasadena Playhouse. Ses pièces sont alors produites et jouées sur scène. En 2008, son one woman show An Assyrian Exodus est joué en avant-première à Hartford (Connecticut). Elle se base sur des journaux intimes familiaux écrit en 1918 lors du grand exode entre l'Azerbaïdjan et l'Iran. Sur la pièce, Janey Golani, du The Assyrian Star écrit « ... les présentations comprenaient celle de Mme Rosie Malek-Yonan qui a rempli d’émotions les spectateurs frappés par sa performance de An Assyrian Exodus, une mise en scène spectaculaire basé sur la lecture de journaux intimes familiaux. »,,.
Sur son travail en tant qu'actrice et réalisatrice, Martin Hernandez du LA Weekly écrit « Superbement joué et mis en scène... La directrice Rosie Malek-Yonan a travaillé à la perfection, jusque dans le choix bien approprié des chansons de transition et d'entracte ». À propos de sa mise en scène, Bruce Feld écrit « Rosie Malek-Yonan a fait un excellent travail de mise en scène... haut-de-gamme et ce qui aurait pu devenir une esquisse chez d'autres devient un épisode poignant de portée universelle avec elle... direction exceptionnelle ». Dans une autre revue, Feld écrit aussi « Très bien réalisée par Rosie Malek-Yonan... Le matériau est très difficile mais Malek-Yonan traite avec la sensibilité requise, sans édulcorer le conflit... ».
Malek-Yonan fait ses débuts à la télévision en 1983 dans la série d'Aaron Spelling, Dynastie, suivi d'un spot commercial pour AT&T où elle parle assyrien. Elle joue ensuite dans plusieurs séries notables, de films et de pièces de théâtre, sur un large éventail de rôles face à de nombreux grands acteurs hollywoodiens. Elle a eu des rôles récurrents dans Des jours et des vies, Chicago Hope, Beverly Hills, 90210, Les Feux de l'Amour et en 2008, elle rejoint le casting de Hôpital central sur ABC en tant que Farah Mir,,,. Dans Star Trek: Deep Space Nine , elle joue Tekoa,. Elle joue le rôle de Nuru Il-Ebrahimi, face à Reese Witherspoon dans Détention secrète, dirigé par le réalisateur Gavin Hood. Le film est présenté au Toronto International Film Festival,.
En 2015, Malek-Yonan rejoint le comité exécutif du Beverly Hills Film Festival en tant que consultante.

### Activistes pour les droits de l'homme
Malek-Yonan est une fervente défenseure de son peuple, en particulier attirant l'attention internationale sur le génocide assyrien ainsi que sur la situation des assyriens au Moyen-Orient depuis l'invasion de l'Irak en 2003 par les États-Unis et sa coalition. Elle critique ouvertement les États-Unis pour ne pas avoir protégé les chrétiens d'Irak depuis le début de l'invasion. Dans une interview avec The New York Times, Malek-Yonan dit « quand les pays occidentaux entre en guerre au Moyen-Orient, cela devient une guerre de religion... ». Elle tient également les commandants kurdes en Irak comme responsables : « priver les chrétiens de la sécurité pour privilégier la situation démographique des kurdes. Le résultat est un exode de centaines de milliers de chrétiens d'Irak. Au moins plusieurs centaines de personnes ont été tuées. Un prêtre a été écartelé puis décapité. »,,.

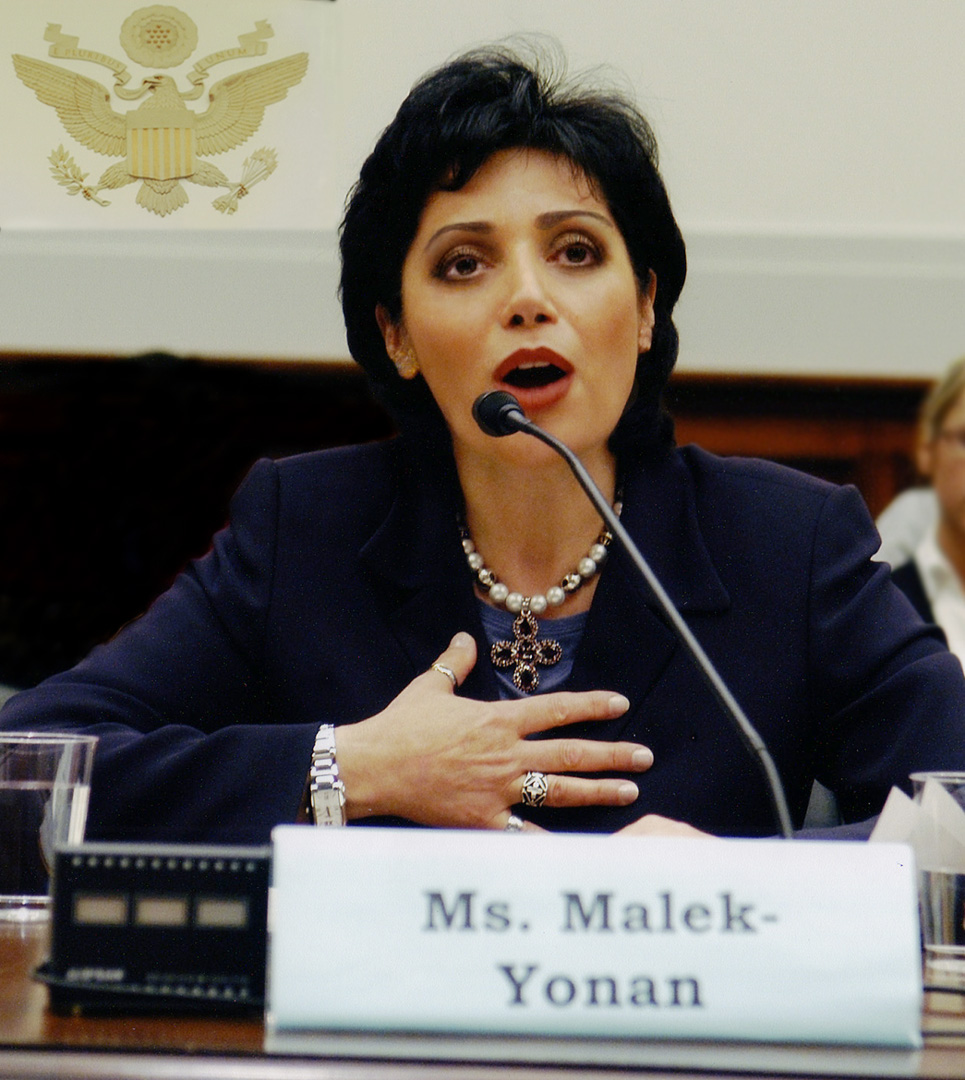
Témoignage devant le Congrès, 30 juin 2006

Le 30 juin 2006, Rosie Malek-Yonan est invitée à témoigner sur la Colline du Capitole, devant un Comité du Congrès, sur la liberté religieuse concernant le génocide, les massacres et les persécutions des Assyriens en Irak depuis le début de la guerre en 2003. Elle compare alors le génocide Assyrien de 1914-1918, comme représenté dans Le Champ Pourpre, au sort actuel réservé aux autochtones chrétiens Assyriens en Irak. Au bout de ses 30 minutes de témoignage et de plaidoyer auprès du gouvernement des États-Unis, elle invite le député Chris Smith à aller en Irak déchiré par la guerre pour poser ses questions aux témoins eux-mêmes. Alors qu'ils sont en Irak, après avoir rencontré les assyriens, il participe en profondeur au rapport écrit par Malek-Yonan pour le Congrès. Un an plus tard, le comité du Congrès vote une subvention de 10 millions de dollars pour aider les assyriens d'Irak. La transcription complète du témoignage au Congrès est disponible aux archives de la Chambre des Représentants américaine.
Le film documentaire de Monica Malek-Yonan, My Assyrian Nation on the Edge, basé sur son témoignage devant le Congrès est publié en septembre 2006 en anglais. Le film est aussi sorti en France, en Allemagne, en Suède et aux Pays-Bas.
En 2008 au Royaume-Uni, Malek-Yonan aborde les thèmes du génocide, de la paix dans le monde et en particulier le génocide Assyrien dans devant la Chambre des Lords, le 12 mars et devant la Chambre des communes le 24 avril.
Le 5 octobre 2008, elle parle au nom de la nation assyrienne d'Irak à Los Angeles, pendant un rassemblement organisé devant le Bâtiment Fédéral pour s'opposer à la Loi Électorale irakienne. Elle s'est adressée à la foule des manifestants et des médias exprimant son opposition à la suppression de l'article 50 et de ses conséquences pour les minorités en Irak, en particulier les Assyriens : « La démocratie en Irak sera un échec si elle ne permet pas de traiter tous les membres de sa société de manière égale en vertu de la loi. »  Elle poursuit en disant que : « les Assyriens ont déjà payé un lourd tribut depuis le début de la Guerre en Irak. La libération des Irakiens doit englober tous ses citoyens, y compris les Assyriens, et pas seulement les Sunnites, les Chiites et les Kurdes,. »
Malek-Yonan est une oratrice publique, et est souvent invitée à donner des conférences sur le génocide Assyrien. Le 24 février 2007, Malek-Yonan est invitée en tant que conférencière à un forum à Anaheim, en Californie, pour discuter de la persécution des coptes et de la situation des chrétiens au Moyen-Orient. Elle donne aussi des conférences à l'Université de Berkeley, à l'Université de Merced, et à l'Université de Woodbury , entre autres.
Elle est l'invitée du Centre Simon Wiesenthal du Museum of Tolerance le 20 décembre 2010 pour parler lors d'une conférence de presse sur l’intensification de la crise et des attaques meurtrières dont sont victimes les Assyriens en Irak. Plus tard, dans une interview pour la Fox, Malek-Yonan décrit comment aller à l’église est une roulette russe pour les chrétiens d'Irak : « Ils ne savent jamais si, en allant à l'Église, si ce sera le dernier moment de leur vie ». L'interview est diffusée le 31 octobre, juste après le massacre de l'église The Lady of Salvation à Bagdad,.

### Récompenses
En 2006, lors de la 73e Convention assyrienne annuelle à Chicago (Illinois), le Conseil consultatif de l'Assyrian American National Federation Inc. élit Mlek-Yonan comme la Femme de l'Année.
Pour ses nombreuses contributions en tant qu'actrice, artiste, réalisatrice, autrice et activiste, on lui décerne le prix Excellence in Arts and Entertainment de l'Iranian American Political Action Committee (IAPAC).
À la 26e Conférence de l'Alliance Universelle Assyrienne à Sydney (Australie), Malek-Yonan reçoit le prix Femme Assyrienne de l'Année en 2009 en reconnaissance de sa contribution à l'avancée de la cause assyrienne, pour ses efforts pour promouvoir la reconnaissance du génocide assyrien, de ses nombreux efforts pour transmettre les besoins des assyriens au gouvernement des États-Unis et pour ses services à la communauté assyrienne dans le monde.
En 2014, lors du 14e Beverly Hills Film Festival, le scénario de The Crimson Field, écrit avec sa sœur Monica, basé sur le roman du même nom, remporte la Palme d'or du meilleur scénario.

### Bienfaisance
Malek-Yonan est l'une des membres fondatrices en 2005 de l'Assyrian Cultural and Arts Society qui offre des bourses d'études pour l'École de Design de l'Université de Woodbury à travers une Compétition annuelle de design pour les assyriens.
En 2009, Malek-Yonan est devenue une ambassadrice pour l'organisation suédoise, Assyriens Sans Frontières.

## Filmographie

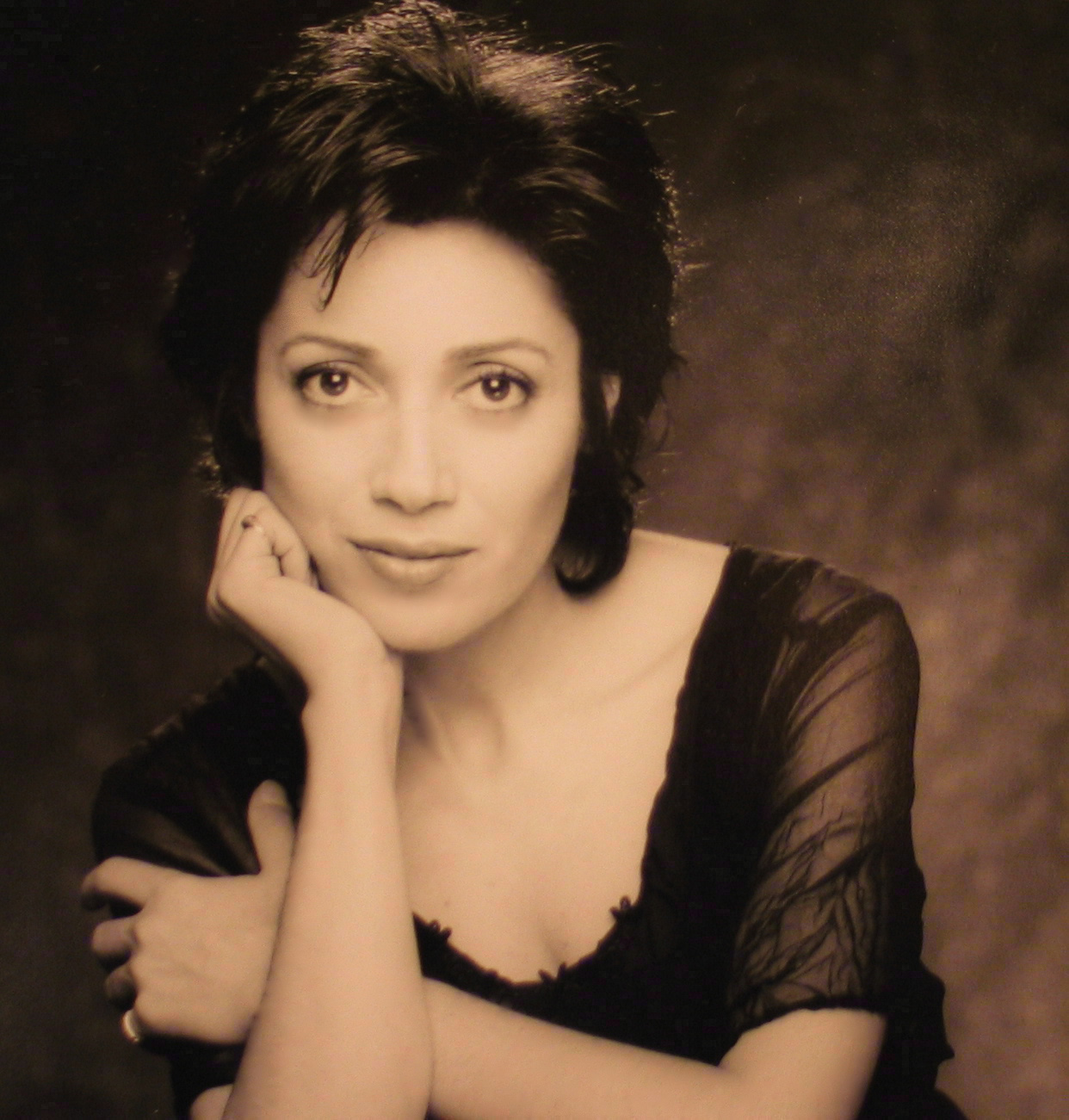
Rosie Malek-Yonan en 2003

### Films
| Année | Titre                     | Rôle             | Directeur/Notes  |
| ----- | ------------------------- | ---------------- | ---------------- |
| 1980  | Olives for Breakfast      | Rosie            | Nilgün Tölken    |
| 1980  | Walking Among Angels      | Ange             | Alexandrie Dante |
| 1990  | Separate Room             | Sophie           | G. Tempert       |
| 1996  | Personnel et confidentiel | Agent            | Jon Avnet        |
| 1996  | For Goodness Sake II      | 4 Caractères     | Trey Parker      |
| 2005  | Anniversary               | Maria            | Shami Samano     |
| 2006  | Animal Stories            | Maria            | Shami Samano     |
| 2007  | Détention secrète         | Nuru El-Ibrahimi | Gavin Hood       |

### Films documentaires
| Année | Titre                                                  | Rôle                                    | Directeur/Notes                                               |
| ----- | ------------------------------------------------------ | --------------------------------------- | ------------------------------------------------------------- |
|       | The Assyrians                                          | Réalisatrice, scénariste et productrice |                                                               |
| 2010  | Defying Delation: The Fight Over Iraq's Nineveh Plains | Elle-même                               | Gagnant au Detroit Film Festival 2011                         |
| 2006  | My Assyrian Nation on the Edge                         | Elle-même                               | Autrice, réalisatrice, compositrice, co-productrice exécutive |

### Séries télévisées
| Année          | Titre                                      | Rôle                                | Director/Notes                                                             |
| -------------- | ------------------------------------------ | ----------------------------------- | -------------------------------------------------------------------------- |
| 1982           | Dynasty                                    | Stewardess                          | Vincent McEveety                                                           |
| 1986           | Capitol                                    | Recurring                           | Kenn Herman, Corey Allen, Patrick Corbett                                  |
| 1986           | Santa Barbara                              | Guest Starring                      | Rick Bennewitz                                                             |
| 1989           | Murder, She Wrote                          | Air Levant Clerk                    | Vincent McEveety                                                           |
| 1989           | Divorce Court                              | Terri Ahmadi                        |                                                                            |
| 1990           | Generations                                | Gretchen                            | Edward Mallory                                                             |
| 1990           | Cop Rock                                   | Production Assistant                | Fred Gerber                                                                |
| 1991           | Her Wicked Ways                            | Iberian Airline Clerk               | Richard Michaels                                                           |
| 1995           | NYPD Blue                                  | Ackama                              | Jim Charleston                                                             |
| 1995           | Babylon 5 ("Confessions and Lamentations") | Doctor                              | Jim Kremin                                                                 |
| 1996           | Star Trek: Deep Space Nine                 | Tekoa                               | Allan Kroeker                                                              |
| 1996/1987      | Des jours et des vies                      | Recurring                           | Joseph Behar, Phil Sogard, Randy Robbins, Susan Orlikoff Simon, Herb Stein |
| 1997           | Le visiteur                                | Maria                               | Frederick King Keller                                                      |
| 1997           | Diagnostic : Meurtre                       | Claudia Mores                       | Vincent McEveety                                                           |
| 1998           | Beverly Hills, 90210                       | Recurring/Barbara                   | Chip Chalmers, Harvey Frost, Michael Lange, Joel J. Feigenbaum             |
| 1998           | Profiler                                   | Roya                                | John Patterson                                                             |
| 1998           | Seinfeld                                   | Mrs. Phil                           | Andy Ackerman                                                              |
| 1999/1997/1996 | Chicago Hope                               | Recurring/Cindy Grey                | Bill D'Elia, Stephen Cragg, Michael Schultz, Jesus Salvador Trevino        |
| 1999           | St. Michael's Crossing ("CBS Pilot")       | Wife                                | Robert Butler                                                              |
| 1999           | Melrose Place                              | Doctor                              | Charles Pratt, Jr.                                                         |
| 1999           | Entertainment Tonight                      | Self                                |                                                                            |
| 2000           | The Practice                               | Lambert                             | Andy Wolk                                                                  |
| 2001           | Three Sisters ("NBC Pilot")                | Arab Woman                          | Pam Fryman                                                                 |
| 2002           | Les Experts : Miami                        | Receptionist                        | Joe Chappelle, Deran Sarafian                                              |
| 2002           | JAG                                        | Guest Starring (multiples épisodes) | Bradford May, Hugo Cortina                                                 |
| 2003/1999      | Les Feux de l'Amour                        | Recurring/Fadel                     | Mike Denney, Sally McDonald                                                |
| 2007           | Life                                       | Guest Starring/Roya Darvashi        | Dan Sackheim                                                               |
| 2007           | Urgences                                   | Nazely                              | Richard Thorpe                                                             |
| 2008           | Eli Stone                                  | Nurse                               | Perry Lang                                                                 |
| 2008/1991      | Hôpital central                            | Recurring/Farah Mir                 | Craig McManus, Phideaux Xavier, Phil Sogart, Alan Pultz                    |

## Théâtre
| Titre                                     | Rôle                  | Théâtre                   | Réalisateur       | Notes/Références                                            |
| ----------------------------------------- | --------------------- | ------------------------- | ----------------- | ----------------------------------------------------------- |
| An Assyrian Exodus                        | Assyria               | Hartford Marriott         | Rosie Malek-Yonan |                                                             |
| The Time of Your Life de William Saroyan  | Elsie                 | Pasadena Playhouse        | Jill Mana Capps   | ,                                                           |
| Été et fumées de Tennessee Williams       | Alma                  | Pasadena Playhouse        | Stan Zales        | [ 56 ]                                                      |
| Detective Story                           | Susan                 | Pasadena Playhouse        | Darleen Duralia   | [ 57 ]                                                      |
| Bedfellows                                | Miranda Morales       | Skylight Theatre          | Chris Fields      | Première mondiale, Drama-Logue Award, choix de la critique, |
| A Gentleman of Quality                    | Nicole                | Ivar Theatre              | Rosie Malek-Yonan | ,                                                           |
| Le Malade imaginaire de Molière           | Toinette              | Gallery Theatre           | Rosie Malek-Yonan | ,                                                           |
| Speak!                                    | Brandy                | Theatre Geo               | Dana Coen         | Première mondiale                                           |
| Soft Dude                                 | Doll                  | Theatre Geo               | Rosie Malek-Yonan | Choix de la critique                                        |
| My Stepmother, Myself de Garrison Keillor | Snow                  | Theatre Geo               | Rosie Malek-Yonan | [ 68 ]                                                      |
| Double Bound                              | Mori                  | Mise en Scène Theater     | Herb Rogers       | Première mondiale                                           |
| Once a Catholic                           | Mother Thomas Aquinas | Celtic Arts Center        | Joe Premell       | [ 70 ]                                                      |
| The Light in the Mill                     | Nancy                 | Theatre Americana         | Edgar Weinstock   | Première mondiale,                                          |
| Lies Like Truth                           | Denise                | Theatre Americana         | John Otrin        | Première mondiale,                                          |
| Stage Door                                | Olga                  | Charles Jehlinger Theatre | Lisle Wilson      |                                                             |
| All Over Town                             | Millie                | Charles Jehlinger Theatre | Ken McGee         |                                                             |

## Directrice
- The Assyrian - film documentaire
- My Assyrian Nation on the Edge
- Her Master's Voice - co-écrit avec Monica Malek-Yonan - émission de radio
- Le Malade Imaginaire - Galerie Theatre, Hollywood[77],[78]
- A Gentleman of Quality - co-écrit avec Monica Malek-Yonan - Ivar Theatre, Hollywood[79],[80],[81]
- A Matter of the Mind - En Scène de Théâtre, N. Hollywood
- Service Please Hold! (à partir du 8x10) - Théâtre Geo, Hollywood
- Soft Dude - Théâtre Geo, Hollywood
- Correct Adress - Théâtre Geo, Hollywood
- The Ties That Bind  - Théâtre Geo, Hollywood
- My Stepmother, Myself - Théâtre Geo, Hollywood[82]

## Ouvrages
The Crimson Field est un roman épique et historique , naviguant entre l'Azerbaïdjan, l'Iran, la Russie et San Francisco. Il est basé sur des événements réels et d'une chronique familiale avec pour toile de fond, le génocide assyrien entre 1914 et 1918. Durant cette période, 750 000 Assyriens ont été massacrés par les Ottomans et les Kurdes dans l'Empire Ottoman et dans la région de Urmi dans le nord-ouest de l'Iran. Le livre est sélectionné comme Événement de l'Année 2006 par le magazine Zinda (22 avril 2006).  Il est présenté dans l'édition d'hiver de MAKE, un magazine littéraire de Chicago et choisi comme lecture obligatoire par le professeur Ellene Phufas pour un cours de Littérature Mondiale de l'Université d'État de New York comme représentation du Génocide chrétien en Asie mineure.